# Mimosybra annulata
Mimosybra annulata es una especie de escarabajo del género Mimosybra, familia Cerambycidae. Fue descrita científicamente por Heller en 1924.
Se distribuye por Filipinas. Posee una longitud corporal de 11,8-12,9 milímetros. El período de vuelo de esta especie ocurre en los meses de mayo, junio y diciembre.